# Jörg Münzner
Jörg Münzner (né le 14 juillet 1960 à Hambourg) est un cavalier de saut d'obstacles autrichien.
Il remporte la médaille d'argent par équipe aux Jeux olympiques d'été de 1992 à Barcelone.

## Source, notes et références
1. ↑  https://www.sports-reference.com/olympics/athletes/mu/jorg-munzner-1.html

- (en) Cet article est partiellement ou en totalité issu de l’article de Wikipédia en anglais intitulé « Jörg Münzner » (voir la liste des auteurs).